# Хазяйка (телесеріал)
«Хазяйка» — український телесеріал 2016 року. Повторні покази з повним українським дубляжем транслювався на каналах «1+1 Україна» та «Суспільне Культура».

## Синопсис
Головною героїнею картини є одинока мати Наташа Суворова, яка разом зі своїм батьком працює підприємсті міста Аніканове — вугільній шахті «Алмазна». Після раптової смерті власника підприємства Шаміля воно переходить до рук його дружини Аліни Хмелевської, яка стала «хязайкою» міста. Водночас через смерть свого батька додому з Києва повертається старший син Аліни — Олександр Хмелевський, у якого розвивається симпатія до головної героїні. «Хазяйка» не приходить в захват від нового захоплення сина і вирішує позбутися Суворової.

## Акторський склад та український дубляж
- Катерина Варченко (Юлія Перенчук) — Наталія Суворова
- Олена Стефанська (Олена Узлюк) — Аліна Сергіївна Хмелевська
- Сергій Радченко (Роман Чорний) — Олександр Хмелевський, старший син Аліни
- Марк Дробот (Олександр Погребняк) — Максим Хмелевський, молодший син Аліни
- Соф'я Недич (Анна Павленко) — Валентина Хмелевська, дочка Шаміля
- Олександра Перепелиця (Юлія Шаповал) — Анна, дружина Максима і старша дочка мера Аніканова
- Анна Кошмал (Вікторія Бакун) — Катерина, молодша дочка мера Аніканова
- Володимир Горянський (Олег Лепенець) — Анатолій Васильович Плахотнюк, народний депутат України
- Олександр Попов — Кирило, син Анатолія Плахотнюка, прокурор Аніканова
- Олександр Ігнатуша (Олесь Гімбаржевський) — Петро Іванович Суворов, батько Наталії
- Станіслав Боклан (Андрій Альохін) — Сергій Андрійович Радченко, слідчий Генеральної прокуратури України
- Юрій Горбунов (Юрій Кудрявець) — Віктор Володимирович Гнатюк, еколог, викладач Наталії
- Олександр Гетьманський — Едуард Володимирович, мер Аніканова
- Ірина Мельник (Аліса Гур'єва) — Марина, дружина Петра Суворова

Другорядні ролі озвучували російською: Андрій Твердак, Євген Сінчуков, Олександр Погребняк, Сергій Могилевський, Лідія Муращенко, Ольга Радчук.
Другорядні ролі дублювали українською: Дмитро Завадський, Михайло Кришталь, Володимир та Дмитро Терещуки, Павло Скороходько, Дмитро Гаврилов, Олексій Череватенко, Андрій Соболєв, Дмитро Рассказов-Тварковський, Володимир Гурін, Ірина Дорошенко, Лідія Муращенко, Олена Узлюк, Ольга Радчук, Наталя Романько-Кисельова, Катерина Брайковська, Марина Локтіонова, Катерина Буцька, Анастасія Жарнікова-Зіновенко.
Українською мовою серіал дубльовано студією «1+1» у 2023 році.

## Оцінки
Серіал є адаптацією однієї мексиканської новели — La Patrona 2013 року. Над сценарієм з осені 2014 працювала група сценаристів під керівництвом письменниці Ірини Чорнової (котра відома під літературним псевдонімом Люко Дашвар). Автором саундтреку «Здатися ти завжди встигнеш» став Єгор Солодовніков, виконала його українська співачка Тіна Кароль.
Фільм був створений компанією «1+1 продакшн», що належить телеканалу 1+1, зйомки були розпочаті наприкінці березня 2015 року. Було знято 24 серії, хоча оригінал містив 120 оригінальних епізодів.
Серіал вийшов на екранах 1 лютого 2016 року. У квітні стало відомо про продаж прав на адаптацію серіалу до Казахстану.

## Рейтинги
У перший тиждень середній рейтинг і частка серіалу склали 3,65 % і 10,08 % (друге місце серед серіалів). Показники останнього тижня 3,48 % і 10,10 % допомогли йому зайняти перше місце серед серіалів.
Середня частка основного показу серіалу «Хазяйка» склала 14,6 %, що дозволило продукту стати лідером у своєму слоті. Загальне число аудиторії серіалу «Хазяйка» перевищило 24,5 млн українців. За останні кілька тижнів серіал очолив ТОП рейтингових продуктів повсякденності на українському телебаченні. Рейтинг останньої серії за аудиторією 18-54 (вся Україна) становила 19,5 %.
Українськи журналіст та письменник Андрія Кокотюхи вважає, що у «Хазяйці» вдало відобразили українські соціальні реалії. Цей позитивний відгук був викликаний акцентом сценаристів на темі боротьби за власну гідність, що, на його думку, відрізняє твір від російських аналогів.